# کنفرانس‌های جهانی بهداشت
کنفرانس‌های جهانی بهداشت مجموعه‌ای از ۱۴ کنفرانس بین‌المللی بودند که نخستین آنها توسط دولت فرانسه در سال ۱۲۳۰ (۱۸۵۱ میلادی) اجرا گشت و هدف اصلی آن استانداردسازی مقررات قرنطینه بین‌المللی در برابر گسترش وبا، طاعون، و تب زرد در جهان و به ویژه در اروپا بود. در کل ۱۴ کنفرانس از سال ۱۲۳۰ (۱۸۵۱ میلادی) تا سال ۱۳۱۷ (۱۹۳۸ میلادی) اجرا گشت که نقش اصلی در شکل گرفتن سازمان بهداشت جهانی در سال ۱۳۲۷ داشت.